# Empat Lawang
Empat Lawang là một regency (huyện) của tỉnh Nam Sumatra, Indonesia. Huyện có diện tích 225,644 km² và dân số là 229,552. Huyện lị nằm tại Tebing Tinggi. Empat Lawang được thành lập vào ngày 20 tháng 4 năm 2007.

## Hành chính
Empat Lawang được chia thành 7 kecamatan (phó huyện/xã):
1. Lintang Kanan
2. Muara Pinang
3. Pasemah Air Keruh
4. Pendopo Lintang
5. Talang Padang
6. Tebing Tinggi
7. Ulumusi